# Condition des femmes à Maurice
 (mars 2017).
Si vous disposez d'ouvrages ou d'articles de référence ou si vous connaissez des sites web de qualité traitant du thème abordé ici, merci de compléter l'article en donnant les références utiles à sa vérifiabilité et en les liant à la section « Notes et références ».
La condition des femmes à l'île Maurice est une préoccupation récente dans l’histoire du pays, dont la population d'environ 1,2 million d'habitants comptait en 2021 un pourcentage de 50,6 % de femmes. 

## Histoire
L'histoire de la colonisation et de l'esclavage font partie intégrante de l'histoire du pays et conditionnent l'instauration des droits de l'Homme sur le territoire mauricien. C’est seulement en 1835, à la suite de l’abolition de l’esclavage, que des progrès ont pu être amorcés au bénéfice de la population autochtone.  

## Acquisition progressive des droits
Les droits fondamentaux des femmes mauriciennes progressent grâce à l'édiction de nouvelles lois.  
Le droit de vote est accordé aux femmes en 1948, évènement qui marque leur entrée dans la société et la vie politique. 
Les droits sociaux, tels que le droit à l’éducation (dès 1976-1977 avec l'éducation gratuite), au travail, au logement , à l’avortement (légalisé le 12 mai 2012 et applicable sous certaines conditions). 
Bien qu'à l'île Maurice plusieurs textes de lois existent pour protéger les droits de la femme, dans les mentalités et les pratiques, la femme est plus discriminée. 

## Les limites des droits des femmes

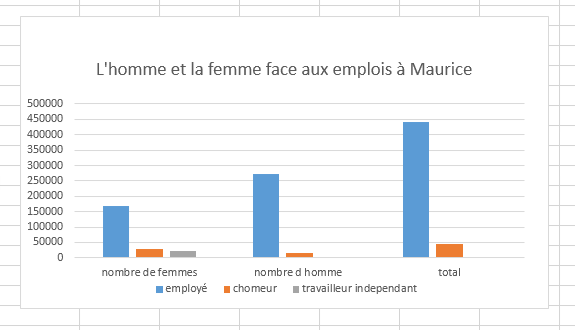

La progression des droits des femmes mauriciennes est lente et l'égalité n'est pas encore acquise. Dans le monde du travail, les profils masculins restent favorisés par rapport aux femmes. Des discriminations à la maternité apparaissent et occasionnent des interruptions de carrière pour les femmes entre 25 et 35 ans.
Bien que l'avortement a été légalisé en 2012 à Maurice dans certains cas (inceste, viol, agressions sexuelles, malformation du fœtus, danger pour la mère ou mère de moins de 16 ans), les femmes souhaitant avorter, mais dont la situation ne remplit pas les conditions définies par la loi, doivent trouver des moyens hors du cadre légal, en dépit des dangers que cela représente pour leur santé (détournement de produits pharmaceutiques tels que le Cytotec et le Méthotrexate). Un commerce illégal est apparu de ce fait pour contourner les interdictions.
En 2019, l'association Linion Fam organise une manifestation contre les violences intrafamiliales qui avaient fait quatre victimes en un mois, et pour dénoncer les faibles aides publiques dispensées aux femmes souhaitant quitter le foyer familial.
Les femmes constituent l'immense majorité des cas de violences domestiques.

## Les résolutions prises par le gouvernement
Le gouvernement rejoint le Comité sur l’élimination de toutes les formes de discrimination à l’égard des femmes (CEDAW en anglais) en 1984, soit cinq ans après sa création. Les « Restriction Orders », lois organisant l'éloignement en cas de violences, ont aussi intégré un amendement pour la protection de la femme : « Protection From Domestic Violence (Amendment) Act » (Loi de protection contre la violence domestique) créé en 2007. D’autres droits sont créés pour limiter les violences conjugales, comme le droit au divorce inclus dans les « Restriction Orders ». Le gouvernement mauricien mobilise plusieurs moyens (droits, lois, ou aides) pour faire disparaître, ou du moins de limiter, les inégalités hommes/femmes ainsi que les cas de violence. 

## L'entrée des femmes en politique
L'île Maurice compte désormais des femmes ancrées dans la vie politique du pays, comme Ameenah Gurib-Fakim, qui fut présidente de 2015 à 2018, et la présidente de l'Assemblée nationale Maya Hanoomanjee. Toutefois, la représentation des femmes sur la scène politique reste minime ; sur les 70 places disponibles au parlement, seules 30 % des sièges sont occupés par des femmes et 2 ministres sur 22 sont de genre féminin[Quand ?].
Des voix de femmes mauriciennes se font entendre dans le monde dans la lutte contre le sexisme, encore très présent. En juillet 2015, une pub Coca-Cola jugée sexiste a été interdite par le ministère de l'Égalité du genre. La ministre de l'Égalité du genre, Aurore Perraud, a pris la décision d'interdiction le 18 juillet « après des discussions au niveau de son ministère ». 